# Guadalupe Victoria
Guadalupe Victoria, pseudonimo di José Miguel Ramón Adaucto Fernández y Félix (Tamazula, 29 settembre 1786 – Perote, 21 marzo 1843), è stato un politico e generale messicano.
Primo presidente degli Stati Uniti Messicani, cambiò il proprio nome in onore della Patrona del Messico e dei rivoluzionari, la Vergine di Guadalupe.

## Biografia
Nato il 29 settembre 1786 a Tamazula, in una famiglia benestante. Studiò nel seminario di Durango e successivamente a Città del Messico, nel Collegio di Sant'Ildefonso. Abbandonò gli studi nel 1811 per arruolarsi nell'esercito dei rivoluzionari.
Combatté a fianco di José María Morelos a Cuautla. Il 25 novembre 1812, durante le azioni militari a Oaxaca mostrò un eroico valore nello scontrarsi con l'esercito reale, lanciò la sua spada attraverso un fiume dicendo: «La mia spada va, io vado a prenderla» e si lanciò all'attacco degli spagnoli, e le sue truppe lo seguirono. I rivoluzionari sconfissero rapidamente l'esercito spagnolo. Questa azione gli valse il comando dell'esercito rivoluzionario a Veracuz. Il Congresso di Chilpancingo lo nominò generale di brigata nel 1814, accompagnò Morelos a Veracuz e rimase lì ad operare nella provincia dopo la ritirata del "caudillo". I capi locali diedero il comando a Victoria, che ottenne trionfi a Tolomé e a Puente del Rey dove stabilì il suo quartier generale per un breve periodo.
Nel 1815 ebbe la prima sconfitta. Nel 1816 all'arrivo in Messico del nuovo viceré, don Juan Ruiz de Apodaca, Guadalupe Victoria attaccò il convoglio che lo portava a Città del Messico e per poco non riuscì a cattura lo stesso viceré.
Ebbe il controllo della zona di Veracruz fino al 1817, anno nel quale venne sconfitto a Palmilla dallo spagnolo Josè Manuel de Armijo.
A partire da allora la sua zona di operazione si ridusse ad una piccola parte della costa a nord del porto di Veracruz e le montagne vicine a Huatusco, dove resistette per un buon periodo. Dovette fuggire, dopo aver rifiutato di consegnarsi alle autorità, nascondendosi nella foresta di Veracruz (dove divenne epilettico) fino alla promulgazione del Piano di Iguala di Agustín de Iturbide nel 1821, iniziò pubblicando una relazione sulle vicissitudini degli ultimi quattro anni, alla fine della quale esortava la concordia dei vari capi indipendentisti per pacificare il paese. Si incontrò con Iturbide a San Juan del Río (capoluogo dell'odierno omonimo municipio) per proporgli che il governo della nuova nazione fosse comandato da un antico rivoluzionario che non era stato catturato; Iturbide, spazientito, iniziò a vedere Victoria come un pericolo per i propri piani e non gli concesse nessun posto nella sfilata trionfale a Città del Messico il 27 settembre 1821, tanto meno considerandolo per una qualche carica istituzionale.
Al momento della formazione del Primo Impero messicano comandato da Iturbide, Victoria assieme a Miguel Barragan manifestarono le proprie idee repubblicane, venendo così arrestati dalle forze imperiali. Victoria scappò e ritornò a nascondersi nella foresta di Veracruz, nel dicembre del 1822 cedette il comando delle truppe di Veracruz ad Antonio López de Santa Anna con il quale promulgò il Piano di Casa Mata.
Al momento della caduta dell'Impero, si impegnò a formare una repubblica federale, Victoria venne eletto membro del Triumvirato di governo con Nicolás Bravo e Pedro Celestino Negrete che ebbe vita dal 31 marzo 1823 fino al 10 ottobre del 1824, anche se Victoria lavorò con loro solo fino a luglio del 1824 visto che prese il comando delle truppe per terminare il bombardamento delle truppe spagnole trinceratesi nella fortezza di San Juan de Uluà.
Negoziò un armistizio per far evacuare il porto dagli stranieri. Fu deputato per Durango al Congresso Costituente del 1824, lo stesso che pubblicò la prima costituzione scritta del Messico Indipendente e che successivamente l'avrebbe nominato primo presidente il 2 ottobre dello stesso anno.
Il 10 ottobre 1824 Guadalupe Victoria giurò come primo presidente del Messico, con Nicolas Bravo come vicepresidente.
Sin dall'inizio della sua amministrazione dovette affrontare i gravi problemi causati dalla Guerra d'Indipendenza, che aveva lasciato il paese in rovina, con un enorme esercito e con una burocrazia ereditata dal regime coloniale.
Nonostante questo le sue prime opere furono:
- Centralizzare le aziende pubbliche
- Facilitare le attività della Società Lancasteriana dedicate all'educazione
- Stabilire rapporti diplomatici con Inghilterra e Stati Uniti
- Ordinò la costruzione della marina militare con la quale ottenne la sua più grande vittoria: la totale indipendenza del Messico, quando il 18 novembre 1825 il generale Miguel Barragán riuscì a prendere l'ultimo bastione spagnolo della fortezza di San Juan de Uluá.
- Abolì la schiavitù
- Delimitò la frontiera con gli Stati Uniti.

Nella politica interna la sua azione fu prevalentemente conciliatrice, cercò di applicare una politica per unire i diversi partiti, per giungere a questo integrò nel suo primo gabinetto importanti membri di differenti fazioni. Nonostante questo tutti i conflitti presenti sin dall'era di Iturbide tornarono a galla.
Affrontò la contraddizione dell'intolleranza religiosa di fronte alla libertà di espressione e di stampa enunciata dalla costituzione.
Massone, si teneva costantemente in allerta sugli scontri tra le  logge massoniche, in particolare tra la Loggia Escocesa (Loggia di Rito scozzese antico ed accettato, aristocratica) e la Loggia Yorquina (Loggia di Rito di York, popolare e liberale) che intendevano influire sul governo della nazione, i primi spingevano per un'invasione inglese della nazione e i secondi per un'invasione statunitense; dall'altra parte c'erano gli spagnoli che promossero la ribellione di Joaquín Arenas, che fu soffocata e provocò un'ondata d'odio nei confronti degli spagnoli e Victoria pretese di espellere tutti gli spagnoli visto che circolavano voci su una possibile invasione di riconquista spagnola.
Il 20 dicembre 1827 Victoria firmò l'atto di espulsione al quale successe un tentativo di golpe per mano di Manuel Montano che fu sconfitto presso Otumba.
Nel 1818 Manuel Gómez Pedraza tentò di convertire la sconfitta elettorale della Loggia Escoscesa in una vittoria di pressioni, uso indebito del potere, minacce e ricatti, riuscendo ad essere nominato presidente da alcuni organi locali, per tutta risposta la Loggia yorquina promosse l'insurrezione popolare conosciuta come Moti della Acordada che obbligarono Pedraza a rinunciare al ministero di guerra e alle sue aspirazioni presidenziali, così il congresso nominò presidente Vicente Guerrero al quale Victoria consegnò il potere il 1º aprile 1829 ritirandosi a Veracruz.
Successivamente fu chiamato occasionalmente per missioni di pace. Dopo di una lunga malattia, morì di epilessia il 21 marzo del 1843 nel forte militare di Perote nei pressi di Veracruz.
Il 25 agosto dello stesso anno il Congresso lo dichiarò "Benemerito della Patria" il suo nome è scritto con lettere d'oro sul Muro d'Onore della Camera dei deputati.